# Anisodonta carolina
Anisodonta carolina är en musselart som beskrevs av Dall 1900. Anisodonta carolina ingår i släktet Anisodonta och familjen Sportellidae. Inga underarter finns listade i Catalogue of Life.